# Padma Shri
De Padma Shri is een onderscheiding voor verdienste in de republiek India. De onderscheiding werd op 2 januari 1954 als "Tisra Varg" door de Indiase president ingesteld voor "aan de natie betoonde diensten". Tot 1967 was deze decoratie de IIe Klasse van de Padma Vibushan. De onderscheiding is minder vooraanstaand dan de exclusieve Bharat Ratna, de Padma Vibhushan en de Padma Bhushan.
Het lint heeft de kleur van een lotusbloem met twee witte middenstrepen. De lotusbloem heeft in het Oosten een bijzondere betekenis omdat de lotus uit de modder groeit en desondanks prachtige reine bloemen voortbrengt. 
Het kleinood is een kruis, men zou het ook een mandala kunnen noemen, met in het midden een gouden lotus.
Het oorspronkelijke kleinood was een bronzen kruis- of mandelavormige bronzen plaat met geometrische patronen. In het midden was een lotusbloem van wit goud gemonteerd.Onder en boven deze bloem stond in Hindi en Engels "Padma Bhushan". In 1957 werd het ontwerp gewijzigd; het kleinood werd bronskleurig met de verhoogde letters in witgoud.